# Sainte-Colombe-de-la-Commanderie
Sainte-Colombe-de-la-Commanderie (katalanisch Santa Coloma de Tuïr) ist eine französische Gemeinde mit 172 Einwohnern (Stand 1. Januar 2022) im Département Pyrénées-Orientales in der Region Okzitanien. Sie gehört zum Arrondissement Céret und zum Kanton  Les Aspres.

## Nachbargemeinden
Nachbargemeinden von Sainte-Colombe-de-la-Commanderie sind Thuir im Norden, Llupia im Osten, Terrats im Süden und Castelnou im Westen.

## Bevölkerungsentwicklung
| Jahr      | 1962 | 1968 | 1975 | 1982 | 1990 | 1999 | 2013 |
| Einwohner | 73   | 60   | 71   | 87   | 83   | 101  | 146  |

## Sehenswürdigkeiten
- Kirche Sainte-Colombe